# 工藤建太
工藤 建太（くどう けんた、1974年11月13日 - ）は、日本の野球指導者、元アメリカンフットボール選手。埼玉西武ライオンズのスタッフを務めた（2018年まではコーチ）。

## 経歴
筑波大大学院でスポーツ医学を学び、理学療法士の資格を取得する。
かつてはアメリカンフットボールの選手で、1997年にXリーグのアサヒビールシルバースターに所属、同年の新人賞に輝く。ポジションはDB（ディフェンシブバック）。理学療法士としての顔を持ち合わせながら、二足の草鞋で現役を続けた。
野球関連のトレーナーとして、社会人野球の新日鐵住金鹿島や高校野球の水戸短期大学附属高等学校（現・水戸啓明高等学校）で指導経験があり、2017年より埼玉西武ライオンズ二軍トレーニングコーチに就任した。2019年からはトレーニングコーチはS&C（ストレングス&コンディショニング）スタッフという枠組みに変わり、工藤は一軍の担当スタッフとして西武に在籍している。なお、プロ野球選手の経験はない。
NPO法人「野球共育塾」の事務局長を務める。
2021年よりバレーボールのV.LEAGUE DIVISION1 MENに所属するサントリーサンバーズにS&Cコーチとして所属。

## 詳細情報

### 成績(アメフト)
- 1997年 新人賞
- 2000年 オールX選出[5]

### 代表歴(アメフト)
- 2005年 ジャパンUSAボウル日本代表
- 2005年 アメリカンフットボール・ワールドカップ日本代表

### 背番号(プロ野球)
- 96 （2017年 - 2018年）